# 太田仁
太田 仁（おおた ひとし）は、日本の物理学者。神戸大学大学院理学研究科物理学専攻教授。

## 主な略歴
- 東京理科大学大学院修士課程修了。
- 東京理科大学大学院博士課程修了。

## 主な所属学会
- 日本赤外線学会
- Asia-Pacific EPR/ESR Society (APES)
- 電子スピンサイエンス学会 (SEST)
- 日本物理学会
- 日本分光学会
- 日本高圧学会
- International EPR Society (IES)など

## 主な受賞
- 2008年 International EPR Society International EPR Society(IES) Silver Medal
- 2011年 日本物理学会 JPSJ Papers of Editor's Choice
- 2015年 電子スピンサイエンス学会学会賞